# Каргалы (Восточно-Казахстанская область)
Каргалы (каз. Қарғалы, до 199? г. — Петропавловка) — упразднённый аул в Кокпектинском районе Восточно-Казахстанской области Казахстана. Упразднен в 2017 г. Входил в состав Бигашского сельского округа. Код КАТО — 635059400.

## Население
В 1999 году население аула составляло 229 человек (126 мужчин и 103 женщины). По данным переписи 2009 года, в ауле проживало 110 человек (64 мужчины и 46 женщин).